# Lestodiplosis urticae
Lestodiplosis urticae är en tvåvingeart som beskrevs av Nijveldt 1951. Lestodiplosis urticae ingår i släktet Lestodiplosis och familjen gallmyggor. Inga underarter finns listade i Catalogue of Life.